# Sub Battle Simulator
Sub Battle Simulator est un jeu vidéo de simulation de sous-marin conçu par Gordon Walton et publié par Epyx en 1986 sur Apple II, Atari ST, C64, IBM PC et Macintosh,. Le jeu se déroule pendant la Seconde Guerre mondiale et met le joueur aux commandes d’un sous-marin allemand ou américain. Il propose trois modes de jeu : un mode entrainement, des missions individuelles et un mode campagne qui retrace la totalité du conflit. Au total, il intègre 60 missions différentes : 24 pour le camp américain et 34 pour celui des allemands. Les missions des sous-marins américains se déroulent principalement dans l’océan Pacifique alors que celles des allemands se concentrent sur l’océan Atlantique,.

## Accueil
| Sub Battle Simulator     |      |       |
| Média                    | Pays | Notes |
| Commodore User           | GB   | 4/10  |
| Computer and Video Games | GB   | 17/40 |
| Tilt                     | FR   | 15/20 |
| Zzap!64                  | GB   | 42 %  |